# John Westland Marston

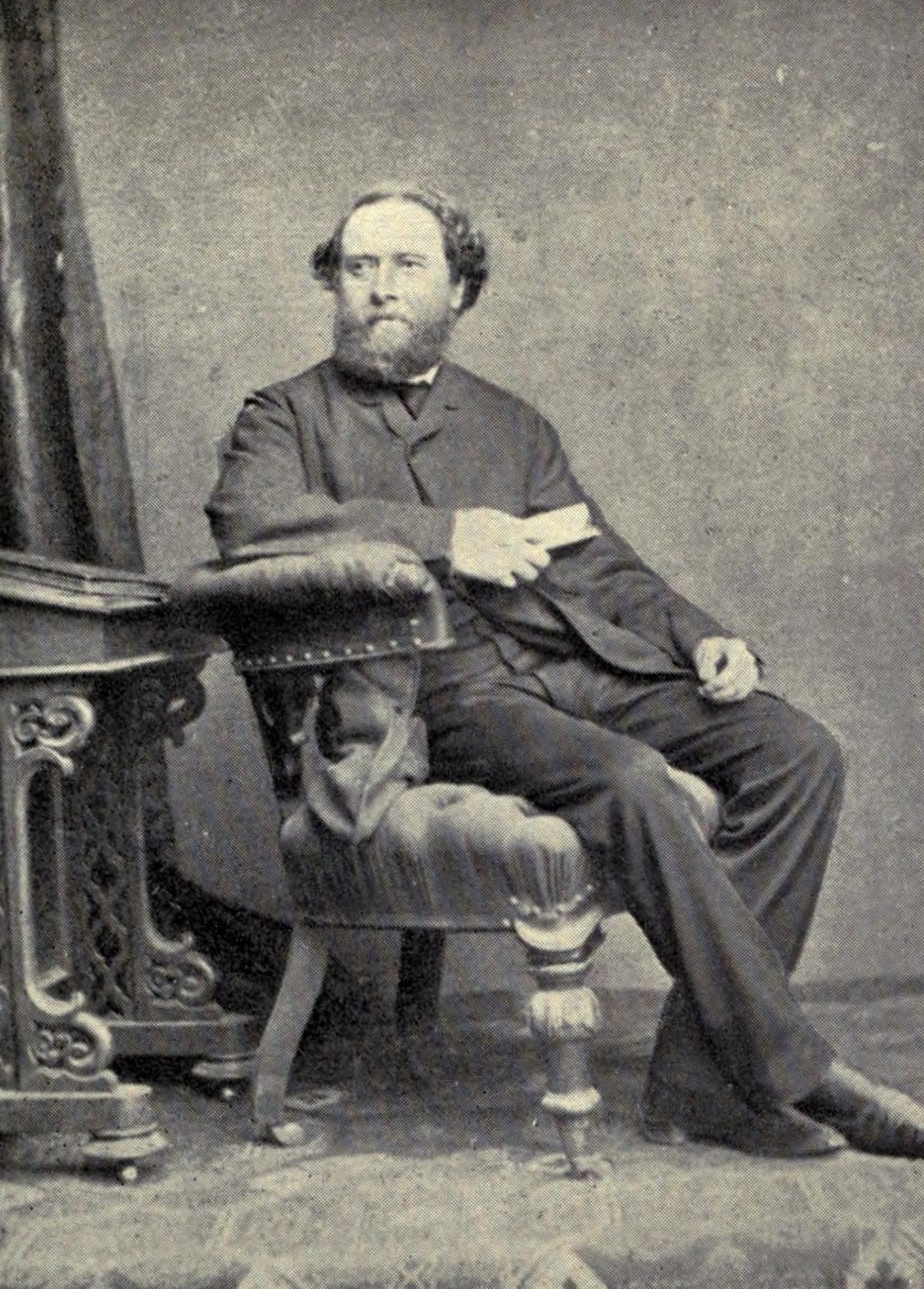
John Westland Marston

John Westland Marston (* 30. Januar 1819 in Boston, England; † 5. Januar 1890 in London) war ein englischer Schriftsteller.
Marston studierte Jura und nach erfolgreichem Abschluss seines Studiums wurde er als Rechtsanwalt zugelassen. Da bereits seine ersten Veröffentlichungen vom Publikum und auch der offiziellen Literaturkritik positiv aufgenommen wurden, gab er bald seinen Brotberuf auf und ließ sich als freischaffender Schriftsteller nieder.
Am 18. Mai 1840 heiratete Marston Eleanor Jane Potts. Mit ihr hatte er zwei Kinder, Eleanor und Philip Bourke; der Lyriker Arthur O’Shaughnessy wurde später sein Schwiegersohn.
Nach einigen Jahren ließ sich Marston zusammen mit seiner Familie in London nieder und schrieb meistenteils für verschiedene Theaterbühnen. Kurz vor seinem 70. Geburtstag starb John Westland Marston am 5. Januar 1890 in London.

## Werke (Auswahl)
- The patrician's daughter (1841)
- Gerald (1842)
- The heart and the World (1847)
- Strathmore (1849)
- Philip of France (1850)
- Anne Blake (1852)
- Life for life (1868)
- Borough politics (1866)
- The favourite of fortune (1866)
- Pure gold (1871)
- Lamed for life (1871)
- Death ride at Balaklava. Gedicht
- A lady in her own right. Novellen (1860)
- Family credit. Novellen (1861)
- The wife's portrait. Novellen (1870)

Dieser Artikel basiert auf einem gemeinfreien Text aus Meyers Konversations-Lexikon, 4. Auflage von 1888 bis 1890.
| Personendaten    | Personendaten             |
| ---------------- | ------------------------- |
| NAME             | Marston, John Westland    |
| KURZBESCHREIBUNG | englischer Schriftsteller |
| GEBURTSDATUM     | 30. Januar 1819           |
| GEBURTSORT       | Boston (Lincolnshire)     |
| STERBEDATUM      | 5. Januar 1890            |
| STERBEORT        | London                    |